# آدنیوم سوازیکوم

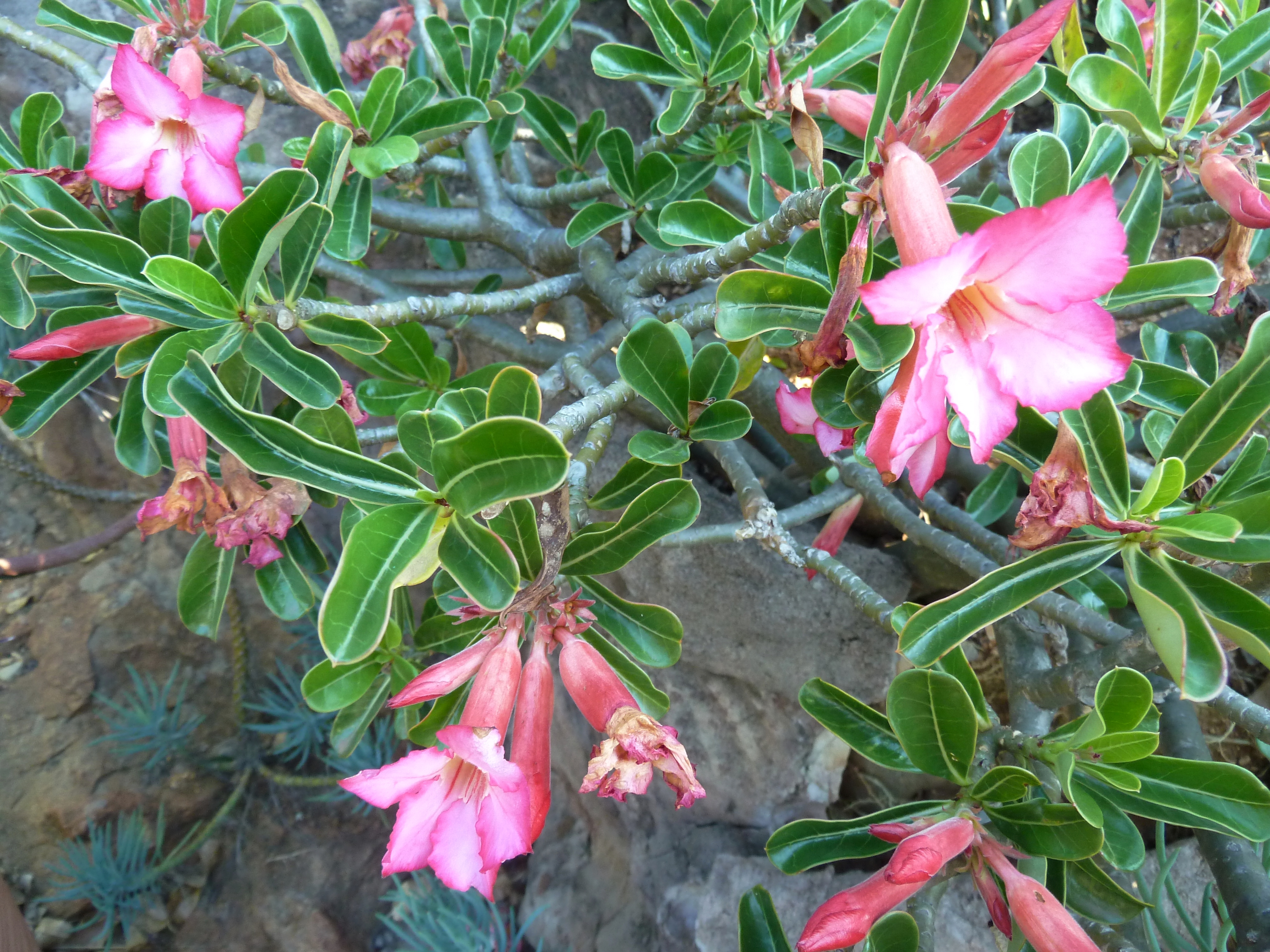

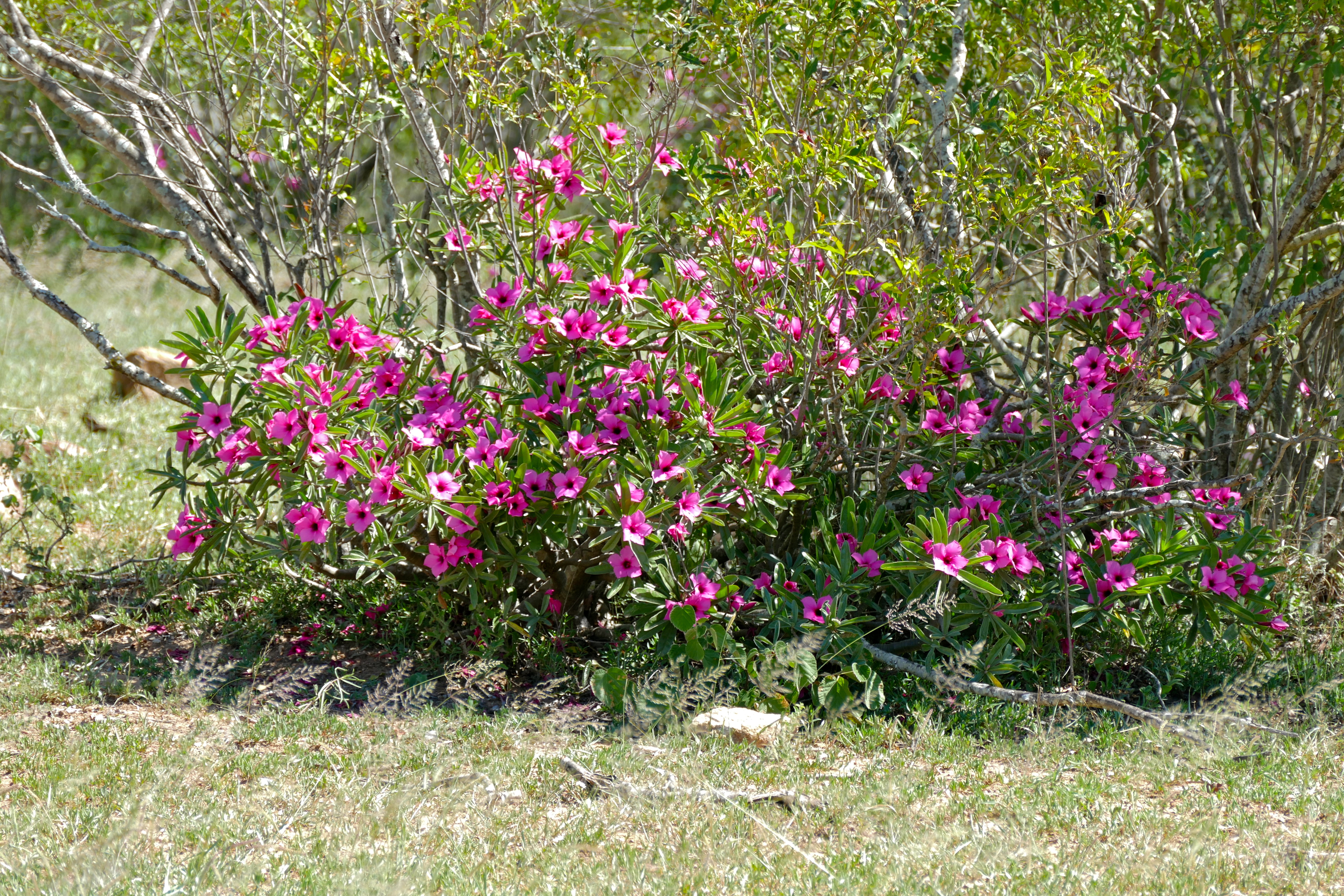

آدنیوم سوازیکوم به انگلیسی: Adenium swazicum بومی سوازیلند مناطق شرق آفریقای جنوبی و موزامبیک است.
این گیاه معمولاً کوتاه قد یافت می‌شود و دارای گلهای صورتی یکدستی هستند که بین صورتی کمرنگ تا پررنگ متغیر است این سرده از آدنیوم همانند باقی هم نوعان خود مثل آدنیوم عربی و اوبسام دارای غلاف بذر بوده که بعد از بازشدن غلاف  بذرها بوسیله قاصدک جابه‌جا می‌شوند

## بومی
- سوازیلند
- آفریقای جنوبی
- موزابیک

## نور
نور برای آدنیوم سوازیکوم بسیار مهم است که در صورت عدم رسیدن نور کافی آفتاب خطر از بین رفتن گیاه بالا می‌رود

## بنسای
از این گیاه برای طراحی بنسای نیز استفاده می‌شود که مورد توجه بسیاری از طراحان این عرصه می‌باشد

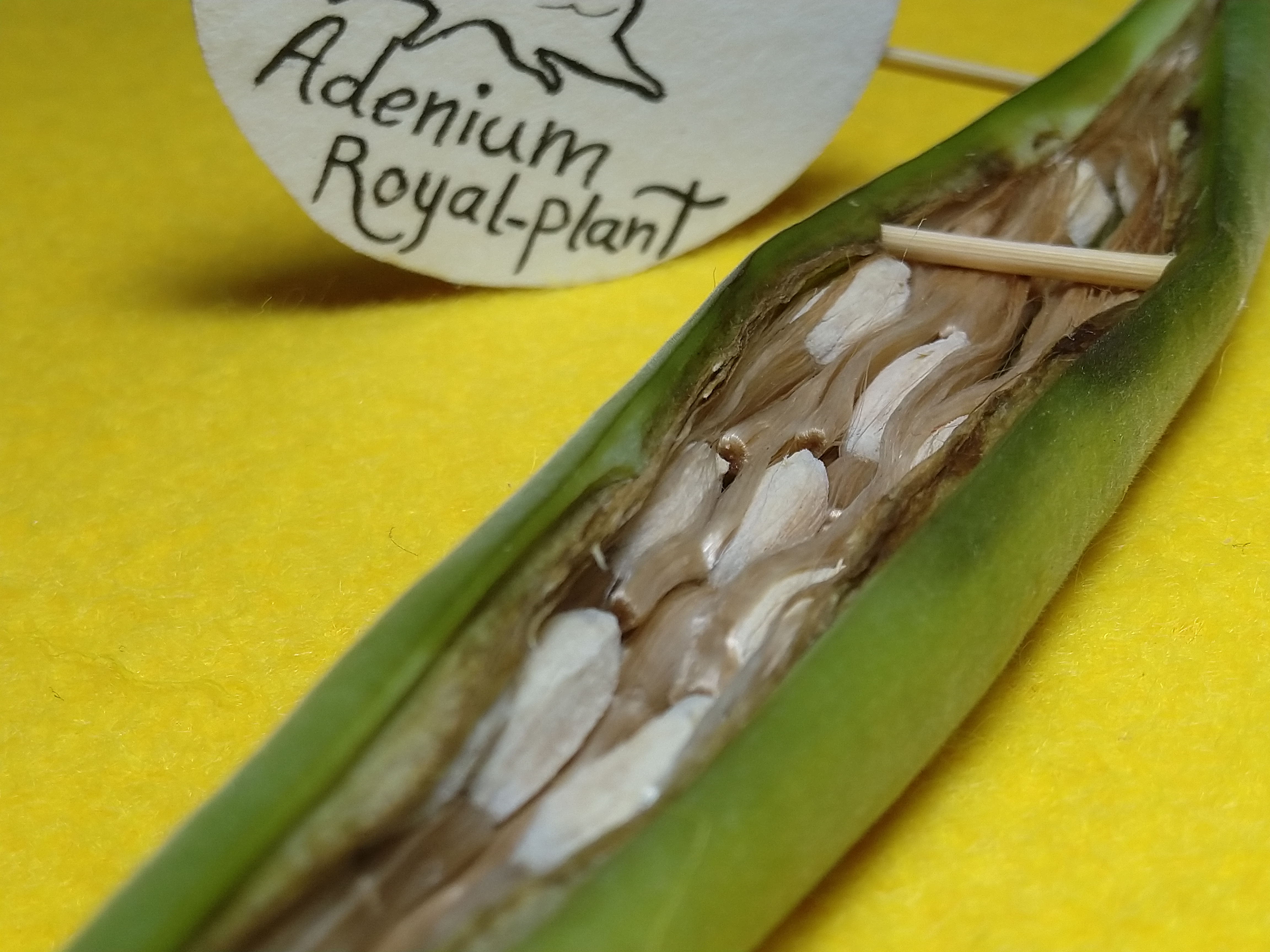
غلاف بذر آدنیوم